# Cortellazzo
Cortellazzo (Cortelaço [koɾteˈat͡so] in veneto) è una frazione del comune di Jesolo, vicina alla foce del fiume Piave e con un piccolo porticciolo sul canale Cavetta.

## Geografia fisica

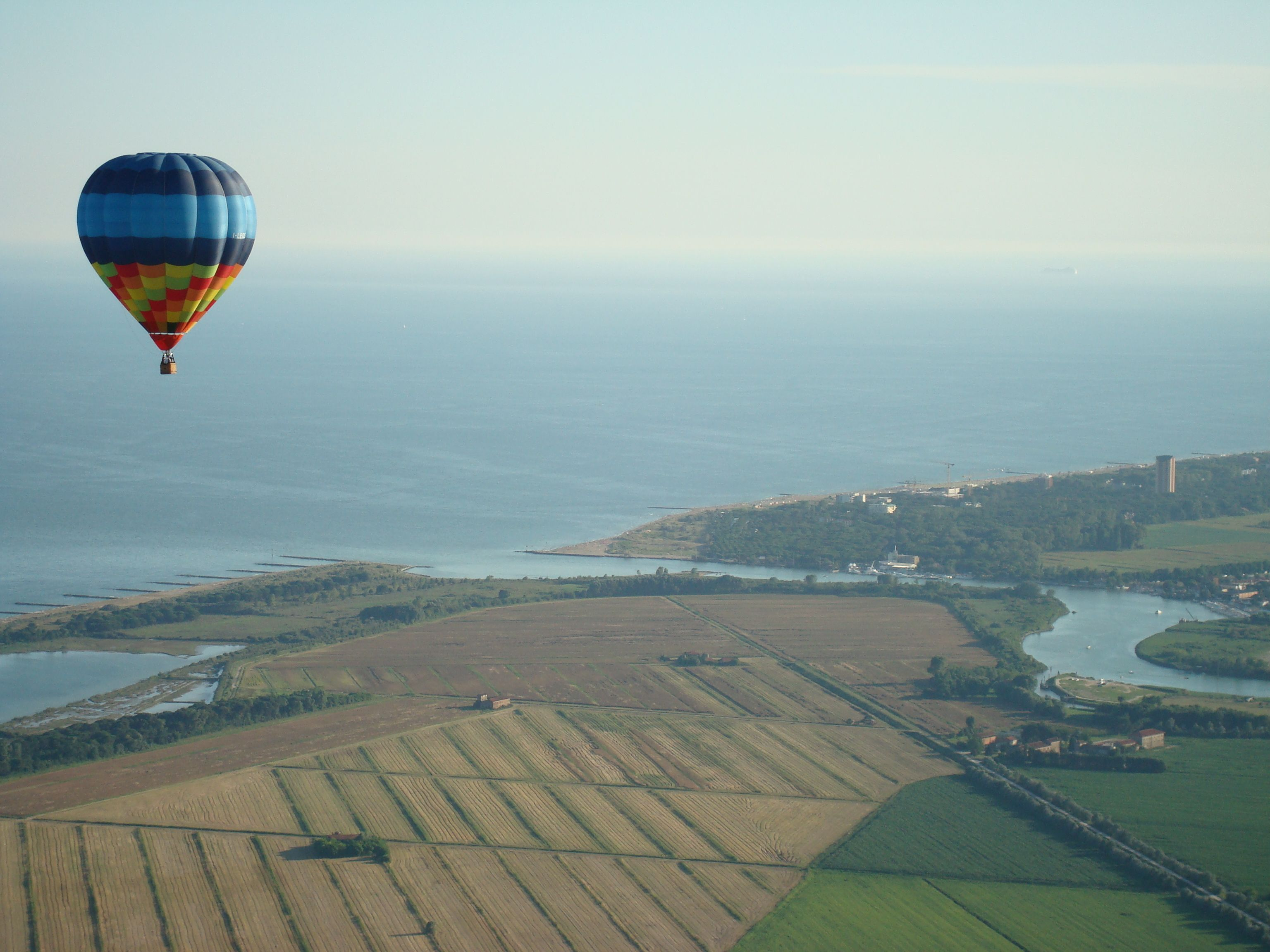
La foce del Piave: si scorge Cortellazzo sulla riva destra del fiume, affacciata all'ultima ansa.

Il paese sorge sul punto in cui il canale Cavetta si immette nel Piave, in prossimità della sua foce. Il territorio di Cortellazzo, infatti, si estende sino al mare (Jesolo Pineta) e, in parte, sull'argine sinistro del Piave (perlopiù in comune di Eraclea) comprendendo parte della Laguna del Mort, sito di interesse comunitario e, secondo Legambiente, una delle undici spiagge più belle d'Italia. Rappresenta una vestigia dell'antico cordone litoraneo che, fin dall'inizio del primo millennio, separava la Laguna Veneta (che allora si estendeva dal Po all'Isonzo) dal mare Adriatico.

## Origini del nome
Il significato del toponimo è incerto: traducibile con "coltellaccio", può essere interpretato sia come un accrescitivo di coltello, sia come sinonimo di scopamare, una piccola vela usata nei vascelli a vele quadre.

## Storia
Cortellazzo sorse dopo il 1601, quando la Serenissima terminò lo scavo del canale Cavetta per facilitare i collegamenti tra la laguna di Venezia e l'area friulana. Il conseguente aumento dei traffici fluviali favorì la nascita di un piccolo borgo, costituito da un'osteria, qualche abitazione e una chiesetta intitolata alla Madonna del Rosario (1698).
Dopo l'eccezionale piena che provocò la cosiddetta Rotta della Landrona (1683), il tratto terminale del Piave fu deviato proprio a Cortellazzo, il che impose la costruzione di sbarramenti per impedire alle acque marine di risalire il letto del Cavetta.
Allo sbocco della Cavetta nel Piave Nuovo, poco lontano dalla riva destra, era presente un forte di origine veneziana che, alla caduta della Serenissima, fu occupato e ampiamente rinforzato dai Francesi prima e dagli Austriaci poi. Tale Ridotto faceva parte di un ampio sistema difensivo e si collegava alla "Caserma di Santa Croce" di Caorle tramite telegrafo ottico. Secondo le cronache inglesi "era un forte guarnito di una batteria di quattro cannoni da 24 libbre, circondato da un profondo fossato e da vari ostacoli fissi disseminati nel terreno circostante, oltre a cavalli di Frisia". Il Ridotto serviva a difendere dagli attacchi inglesi le navi mercantili e i vari vascelli che abitualmente stazionavano nel porto e che collegavano Venezia a Grado prima e Trieste poi, tramite canali come la Cavetta stessa e il Revedoli. Il forte fu teatro di alcune battaglie, la più importante delle quali il 27 agosto 1809.
Il 13 novembre 1809 il porto e il forte di Cortellazzo vennero definitivamente conquistati dagli Inglesi, insieme al forte del porto di Jesolo, sito alla foce del Sile , di entrambi i quali oggi non rimane traccia.
Cortellazzo fu sede di varie battaglie della prima guerra mondiale vista la posizione sul fronte del Piave. Una delle più importanti ebbe luogo il 16 novembre 1917: le due corazzate austriache Budapest e Wien, che avevano iniziato il bombardamento della costa, si scontrarono con due Mas comandati da Costanzo Ciano. Questi ultimi lanciarono dei siluri contro il nemico, ma non ebbero successo; gli Austriaci, tuttavia, temendo una nuova azione, batterono in ritirata. L'impresa valse a Ciano diverse onorificenze, tra cui il titolo di "conte di Cortellazzo".
Durante la seconda guerra mondiale la costa dei dintorni fu munita di alcune fortificazioni.

## Economia
L'economia della frazione è basata sulla pesca, con vari ristoranti tradizionali a base di pesce.

## Cultura
È presente una chiesa dedicata a San Giuseppe Lavoratore, inaugurata nel 1932 dal patriarca La Fontaine e consacrata il 5 maggio 2013 dal patriarca Moraglia.

### Feste popolari
Cortellazzo è famosa per la sua "Festa Marinara" e per la più significativa festa del patrono, che si tiene ogni anno dal 25 aprile al 1º maggio, giorno della ricorrenza di San Giuseppe Lavoratore, con stand gastronomici a base di pesce e manifestazioni varie, tra cui il celebre corteo acqueo.
Un'altra manifestazione rinomata che ha luogo nella frazione è la festa "Cuoco in Piazza", organizzata ogni estate l'ultimo giovedì di agosto: nell'occasione ogni ristorante di Cortellazzo scende in piazza per preparare un piatto tipico; gli stand sono allestiti sulla golena, alla foce del Piave.